# Krivka
Krivka (en rus: Кривка) és un poble de l'óblast de Lípetsk, a Rússia, que el 2018 tenia 732 habitants. Pertany al districte rural d'Úsman.